# Friedrich Hohenschutz
Friedrich Josef Hohenschutz (geboren am 16. Mai 1796 in Bonn; gestorben am 23. August 1856 in Köln) war ein preußischer delegierter Kreisdeputierter, Rittergutsbesitzer und vertretungsweise Landrat im Kreis Mülheim am Rhein.

## Leben
Der Katholik und promovierte Jurist Friedrich Hohenschutz war ein Sohn des Landgerichtsrats Johann Joseph Hohenschutz und dessen Ehefrau Catharina Hohenschutz, geborene de Dumoulin. 1819 heiratete er Josephina von Klespe, gemeinsam erwarben sie 1822 aus Staatsbesitz Gut Mielenforst im Kreis Mülheim am Rhein. 
Während der Abwesenheit des Mülheimer Landrats Heinrich Schnabel versah Hohenschutz von Januar 1831 bis November 1833 vertretungsweise die Verwaltung des Kreises.
Hohenschutz war zudem von 1846 bis 1850 sowie von 1854 bis 1856 und 1858 gewählter Gemeindeverordneter der Gemeinde bzw. Bürgermeisterei Merheim.